# Lefkarska čipka
Lefkaritika ali Lefkarska čipka je ročno izdelana čipka iz kraja Pano Lefkara na Cipru. Pomembne značilnosti so šivi, polnila iz satenastih šivov, robov z igelnimi konicami, bele, rjave ali naravne barve platna in geometrijski zapleteni vzorci. Leta 2009 je bila ta tradicionalna obrt vpisana na Reprezentativni seznam nesnovne kulturne dediščine Unesca.

## Zgodovina
Lefkaritika je značilna vrsta vezenine na Cipru, ki sega vsaj v 14. stoletje in zagotovo  po letu 1489, ko so Cipru vladali Benečani. Potem so avtohtone oblike okrasitve z grškimi in bizantinskimi geometrijskimi oblikami obogatili z beneškim vezenjem. 
Spada v kategorijo umetnosti belega vezenja. Gre za razvoj starejše vrste, imenovane asproploumia. Glavni šivi asproploumije so preživeli v najnovejšem tipu Lefkaritike. Dodani so novi šivi in motivi, odvisno od spretnosti in kreativnosti vezilje. Lefkaritika je kmalu dosegla višjo kakovost zaradi konkurence med ženskami, saj so veljale za osrednjo doto. Vsako dekle je moralo imeti na poročni dan pripravljeno razširjeno zbirko za razstavo. Tako je bilo veliko tradicionalnih elementov prenesenih od matere na hčere. Veliko žensk se je z vezenjem ukvarjalo tudi kot poklic. Vezenine v Pano Lefkari, imenovane ploumarisses, so svojo proizvodnjo organizirale od doma. Moški iz Lefkare, imenovani kentitaridi, so bili trgovci in so potovali po Evropi in Skandinaviji. Po tradiciji je Leonardo da Vinci v 15. stoletju obiskal Ciper in s seboj v Italijo odnesel Lefkarsko čipko, ki danes krasi Milansko stolnico. Menda gre za prt, upodobljen na njegovi sliki Zadnja večerja. Od takrat se ta vzorec imenuje vzorec Leonardo da Vinci. 

## Centri izdelave
Največji proizvodni središči sta bili nekoč vasi Pano Lefkara in Kato Lefkara. Danes se te vezenine izdelujejo po vsem Cipru, zlasti v vaseh Kato Drys, Vavla, Vavatsinia, Ora, Choirokoitia, Skarinou, Dali in Athienou.

## Materiali in tehnike
Prva Lefkarska čipka je bila narejena iz lokalne bele bombažne tkanine, proizvedene na Cipru. Uporablja se kombinacija štirih osnovnih elementov: votli vez, izrez, polnilo iz satenastega šiva in pleteni rob. Velike vezenine, imenovane tagiades, so dodane vzorcem dantela venis (beneška čipka), pittota, gyroulota, liminota. Njihovo ime izhaja iz italijanskega Punto Tagliato, nekakšnega kroja, priljubljenega v Italiji v 16. stoletju. Po podatkih ciprske obrtne službe za Lefkaro čipko obstaja več kot 650 različnih motivov.
Najbolj značilen vzorec je potamoi ('reke'). Izdelovali so jih iz trikotnih cik-cakov, imenovanih kamares ('loki').